# Maianthemum bifolium
Maianthemum bifolium là một loài thực vật có hoa trong họ Măng tây. Loài này được (L.) F.W.Schmidt mô tả khoa học đầu tiên năm 1794.

## Hình ảnh

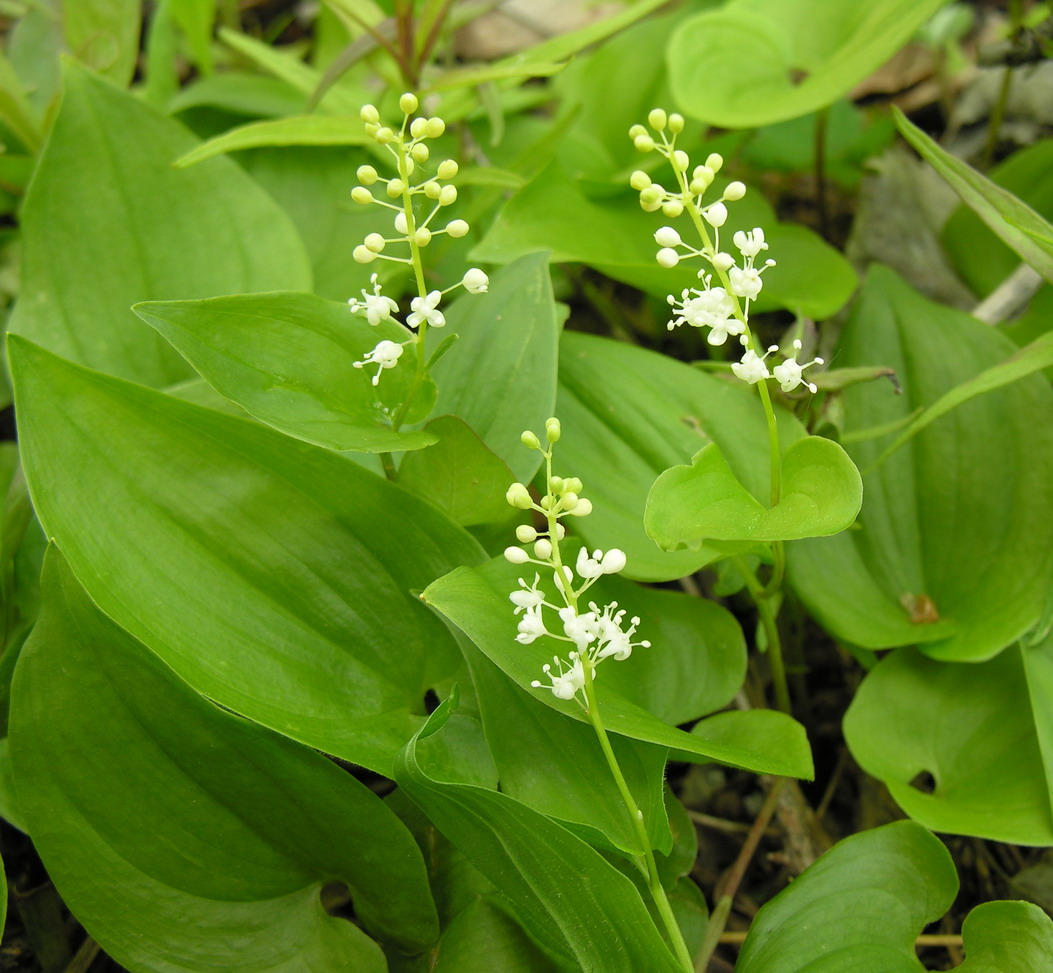
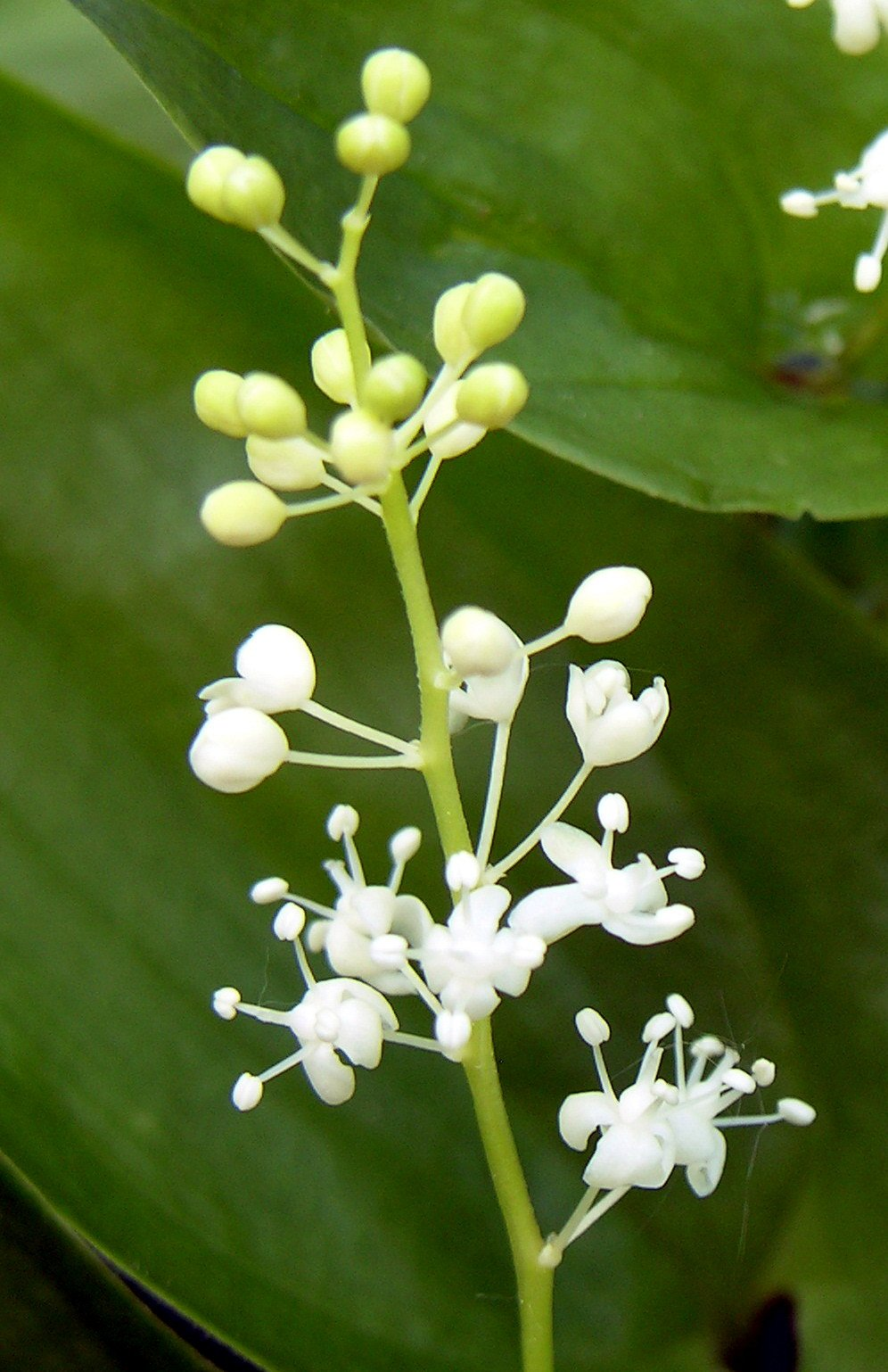
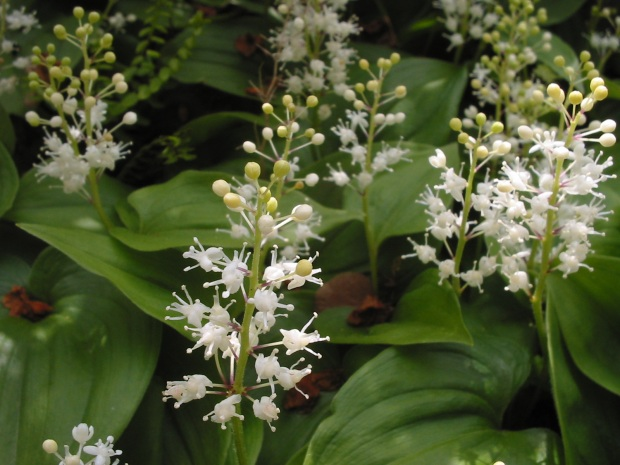
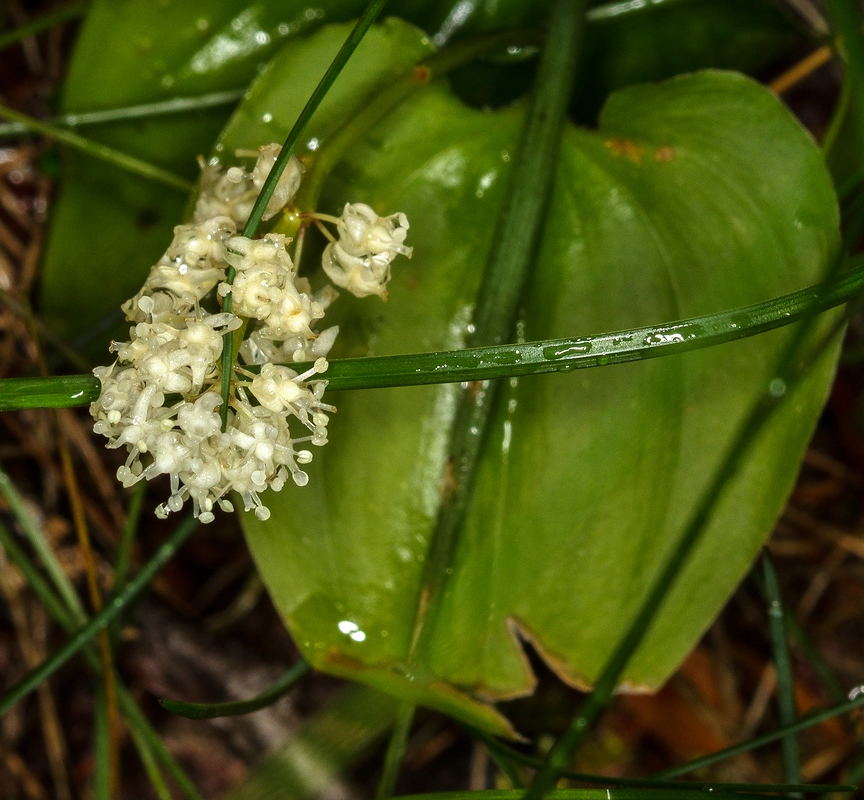